# Tubilabium
Tubilabium es un género de orquídeas perteneciente a la subfamilia Orchidoideae.
Es considerado un sinónimo del género Myrmechis.